# Bulbophyllum grandimesense
Bulbophyllum grandimesense là một loài phong lan thuộc chi Bulbophyllum.